# Hà Thúc Ký
Hà Thúc Ký (1 tháng 1 năm 1919 – 16 tháng 10 năm 2008) là chính khách đối lập Việt Nam Cộng hòa. Dưới thời Tổng thống Ngô Đình Diệm, ông bị kết án vắng mặt 20 năm tù và bị bắt vào tháng 11 năm 1958, mãi đến sau cuộc đảo chính năm 1963, ông mới được trả tự do. Ông ra tranh cử tổng thống trong cuộc bầu cử năm 1967, dưới sự lãnh đạo của Đại Việt Cách mạng Đảng, một hệ phái của Đại Việt Quốc dân Đảng và thất cử. Năm 1974, sau khi Tổng thống Nguyễn Văn Thiệu sửa đổi "Quy Chế Chính Đảng" thành luật, chính ông đã nộp đơn lên Tối cao Pháp viện để kiện Tổng thống Thiệu vi hiến.

## Thân thế và học vấn
Hà Thúc Ký sinh ngày 1 tháng 1 năm 1919 tại làng La Chữ, huyện Hương Trà, tỉnh Thừa Thiên Huế, Liên bang Đông Dương trong trong một gia đình khoa bảng. Ông là con út trong gia đình có tám anh chị em. Sau khi đỗ Tú tài, ông ra Hà Nội học Đại học và đỗ kỹ sư Thuỷ lâm. Tốt nghiệp ra trường, ông chuyển về miền Nam làm việc tại Cà Mau vào năm 1944.

## Sự nghiệp chính trị

### Kháng chiến chống Pháp
Năm 1945, Nhật đảo chính Pháp tại Đông Dương,  ông trở ra Hà Nội hoạt động trong tổ chức Đại Việt Quốc dân Đảng do Trương Tử Anh sáng lập năm 1939. Năm 1946, ông được Đảng cử về Huế tiếp tục hoạt động trong bí mật, rồi tham gia kháng chiến chống Pháp tại mặt trận đường số 9 Lào. Đại Việt chiến đấu chống lại cả người Pháp và Việt Minh.
Năm 1947, ông rời bỏ hàng ngũ kháng chiến trở về hợp tác với Hội đồng Chấp chính Trung Kỳ do Trần Văn Lý lãnh đạo. Ông trở lại ngành Thuỷ lâm và làm Hạt trưởng Hạt Thủy lâm ở Huế. Năm 1953, ông vào Sài Gòn và được bầu vào Hội đồng Chủ tịch Trung ương Đảng bộ Đại Việt Quốc dân Đảng. Hội đồng này thay thế Đảng trưởng Trương Tử Anh mất tích để lãnh đạo Đảng. 

### Thời kỳ Đệ Nhất Cộng hòa
Từ năm 1953 đến năm 1954, ông hoạt động trong Phong trào đại Đoàn kết và Hòa bình gồm có Cao Đài, Hòa Hảo, Công Giáo, Bình Xuyên. Năm 1955, ông bất đồng chính kiến với Thủ tướng Ngô Đình Diệm và vì có liên quan đến vụ chiến khu Ba Lòng của Đại Việt tại Quảng Trị nên bị kết án 20 năm tù vắng mặt vào năm 1957. Tháng 11 năm 1958, ông bị bắt tại Sài Gòn và biệt giam cho đến sau cuộc đảo chính năm 1963 mới được phóng thích. Đích thân Tướng Trần Thiện Khiêm đã đến Nhà thương Chợ Quán để thả ông ra khỏi tù trong tình trạng đang mắc chứng phù nề do bị xiềng xích lâu ngày.
Ngày 12 tháng 12 năm 1963, ông được Tướng Dương Văn Minh, Chủ tịch Hội đồng Quân nhân Cách mạng mời tham gia Hội đồng Nhân sĩ, gồm 40 người và Hội đồng này chính thức ra mắt vào ngày 9 tháng 1 năm 1964. Rạng sáng ngày 30 tháng 1 năm 1964, Tướng Nguyễn Khánh đã tiến hành chỉnh lý lật đổ Tướng Minh và chính phủ lâm thời Nguyễn Ngọc Thơ. Sau khi Khánh ổn định được tình thế bèn mời Hà Thúc Ký ra làm Tổng trưởng Bộ Nội vụ vào ngày 8 tháng 2 năm 1964, nhưng ông chỉ giữ chức vụ này vỏn vẹn 1 tháng 20 ngày thì từ chức vì bất đồng ý kiến với Tướng Khánh. Cuối năm 1964, ông thành lập Đảng Tân Đại Việt. Đến năm 1969, đảng này phát triển thành Phong trào Quốc gia Cấp tiến.

### Thời kỳ Đệ Nhị Cộng hòa
Ông từng tham gia tranh cử chức tổng thống trong cuộc tuyển cử năm 1967. Sau khi thất cử, ông giành được một ghế Dân biểu Hạ nghị viện đơn vị Huế. Tháng 5 năm 1965, ông công bố bản Tuyên ngôn 9 điểm, chủ trương chống Cộng sản, đòi thực hiện đại đoàn kết quốc gia, đòi cải cách về kinh tế, chính trị, văn hóa, giáo dục, xã hội, v.v... Ngày 25 tháng 12 năm 1965, Đại Việt Cách mạng Đảng họp tại Sài Gòn đã bầu ông làm Tổng Bí thư, Trần Việt Sơn làm Đệ nhất Phó Tổng Bí thư và Hoàng Xuân Tửu làm Đệ nhị Phó Tổng Bí thư. 
Tháng 9 năm 1966, sau vụ biến động Miền Trung, một số đảng viên Đại Việt đắc cử vào Quốc hội Lập hiến góp phần xây dựng bản Hiến pháp ngày 1 tháng 04 năm 1967, đặc biệt đưa vai trò chính đảng và đối lập chính trị lên hàng quan trọng trong sinh hoạt chính trị của chế độ dân chủ thời Đệ Nhị Cộng hòa. Tuy thất cử nhưng trong cuộc tuyển cử năm 1967, một số đảng viên Đại Việt đã vào được lưỡng viện Quốc hội và có tiếng nói trong nghị trường.
Năm 1968, sau biến cố Tết Mậu Thân, để đối phó với Cộng sản, ông vận động 6 đảng lớn có thực lực là Việt Nam Quốc dân Đảng, Đại Việt Cách mạng Đảng, Việt Nam Dân chủ Xã hội Đảng, Việt Nam Nhân xã Cách mạng Đảng, Lực lượng Đại Đoàn kết và Lực lượng Tự do Dân chủ gọi là Mặt trận Quốc gia, Dân chủ, Xã hội mục đích đoàn kết các chính đảng chống Cộng và hậu thuẫn cho chính phủ. Tổng thống Nguyễn Văn Thiệu là Chủ tịch Chủ tịch Đoàn của Mặt trận này. 
Năm 1969, ông cầm đầu một phái đoàn gồm đủ mọi thành phần chính trị, xuất ngoại yết kiến Đức Giáo hoàng Phaolô VI cũng như các nhà lãnh đạo thế giới khác để vận động cho miền Nam Việt Nam một nền hoà bình công chính. Năm 1972, ông cùng Giáo sư Nguyễn Ngọc Huy và Trần Quốc Bửu thành lập Mặt trận "Tự Quyết" để có tiếng nói đấu tranh trước tình hình mới nhất là sau đợt tấn công Mùa Hè Đỏ Lửa của Cộng sản Bắc Việt vào Quảng Trị, Bình Long và Kontum. Năm 1974, sau khi Tổng thống Thiệu tu chính luật "Quy Chế Chính Đảng", ông đã nộp đơn tại Tối cao Pháp viện kiện Tổng thống Thiệu vi hiến.

## Lưu vong sang Mỹ
Sau biến cố 30 tháng 4 năm 1975, ông cùng gia đình vượt biển qua định cư tị nạn tại Mỹ. Trong suốt cuộc đời lưu vong, ông vẫn tiếp tục đấu tranh cho tự do, dân chủ và nhân quyền cho Việt Nam và phản đối chế độ cộng sản.
Năm 1990, Ông đứng ra thành lập Mặt trận Việt Nam Tự do kết hợp nhiều nhân sĩ, trí thức, chính đảng tại Hoa Kỳ. Năm 1992, ông hợp tác với Bác sĩ Nguyễn Tôn Hoàn tái lập tổ chức Đại Việt Quốc dân Đảng mà cả hai đều là đồng chủ tịch. Năm 1994, ông quyết định rút lui Đại Việt Quốc dân Đảng để trở về với tổ chức Đại Việt Cách mạng Đảng. 
Ngày 24 tháng 11 năm 1995, ông được Đại Hội Đại Việt Cách Mạng Đảng họp tại Houston, Texas bầu làm Chủ tịch Đảng, liên tiếp mấy nhiệm kỳ cho đến 2006, vì lý do sức khoẻ, ông tuyên bố rút lui và uỷ quyền cho Bùi Diễm đứng ra triệu tập Đại Hội lần thứ 6 để thành lập Ban Chấp hành mới của Đảng. Sau Đại Hội lần thứ 6, Bùi Diễm lên làm Chủ tịch Ban Chấp hành Trung ương Đại Việt Cách mạng Đảng thay thế ông.
Hà Thúc Ký qua đời  lúc 12:10 chiều ngày 16 tháng 10 năm 2008 tại Bệnh viện Holy Cross, ở Silver Spring, Maryland, Hoa Kỳ, hưởng thọ 89 tuổi.